# Hede och Munkängen
Hede och Munkängen är en av SCB avgränsad och namnsatt småort i Lilla Edets kommun i Västra Götalands län. Den omfattar bebyggelse i de två sammanväxta byarna i Sankt Peders socken belägna ungefär 1 km sydost om Lödöse.